# Jardines del Palacio de El Pardo
Los Jardines del Palacio Real de El Pardo son los jardines históricos del Palacio de El Pardo, ubicado en el barrio homónimo, al norte de Madrid. Los jardines son pequeños y parcos, pero de gran importancia ecológica e histórica. Pertenecen, igual que el palacio, a Patrimonio Nacional y fueron declarados Bien de Interés Cultural en 1934.

## Descripción

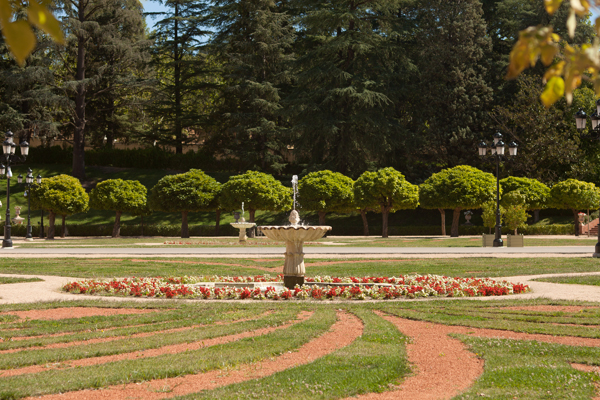
Fuentes gemelas en la entrada del jardín.

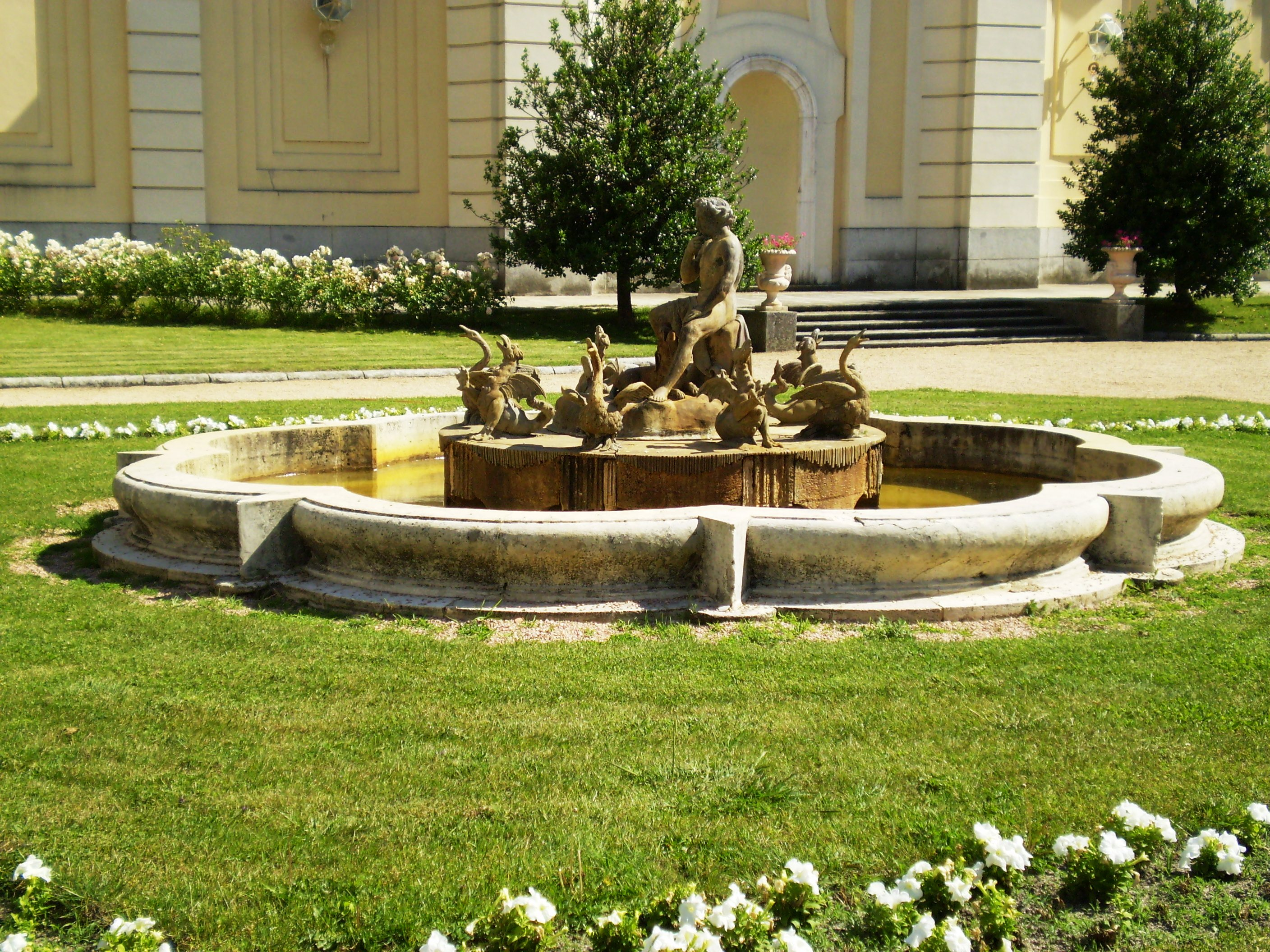
Fuente histórica en el jardín del palacio.

Los jardines del Palacio de El Pardo siguen modelos italianos, con una organización geométrica y simétrica de los parterres y un trazado articulado a partir de ejes axiales y perpendiculares, que tomaban la referencia del palacio.
En la fachada principal existen unos parterres que antiguamente estaban cubiertos de flores, ahora se pueden ver gravas de colores adornando el entorno de dos pequeñas fuentes.
El jardín se encuentra atravesado por la avenida principal, la cual comunica la entrada de gala con la puerta principal del palacio. En el extremo de la avenida, pegado a los laterales del palacio aún persiste el foso original del castillo del siglo XV.

## Vegetación

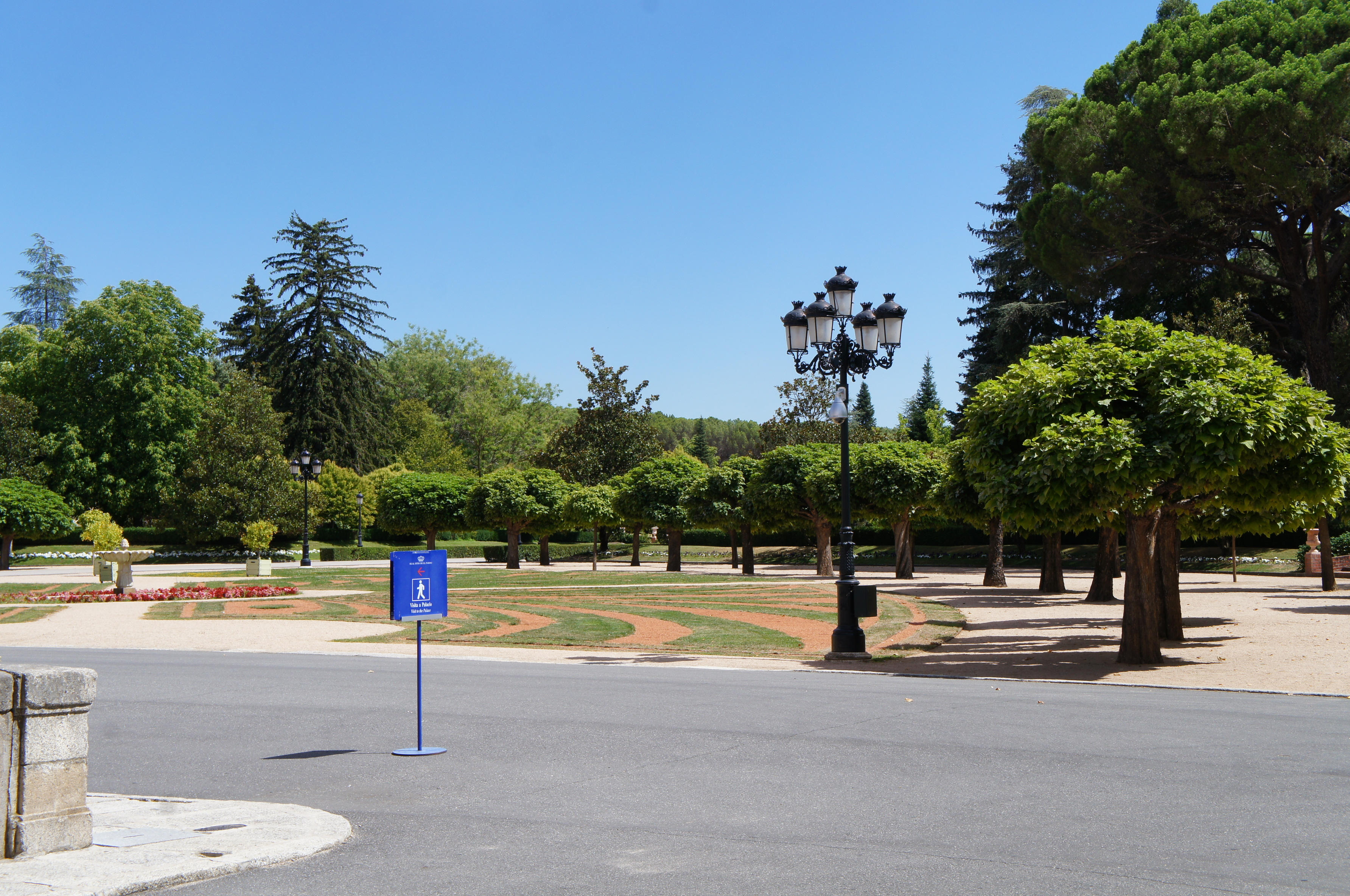
Vegetación de los jardines.

A ambos lados de la avenida principal se extienden bosquetes de pinos piñoneros, magnolios, pinsapos y cedros. Además de estos, crecen otras especies con un mantenimiento mayor tales como rosaledas, setos de boj y pequeñas praderas.